# 文東煥
文 東煥（ムン・ドンファン、 1972年5月8日 - ）は、大韓民国出身の元プロ野球選手（投手）・野球指導者。

## 経歴

### アマチュア時代
東蓬（トンネ）高校、延世大学校 体育教育学科 を経て1994年シーズンオフ地域優先ドラフト（1次ドラフト）で地元のロッテ・ジャイアンツが指名したが、実業団野球の現代フェニックス（現代グループが太平洋ドルフィンズを買収してプロに参入する前に、韓国プロ野球への新規参入あるいは韓国野球機構に対抗する新リーグ創設を目的に作ったアマチュア球団）に入団。
新球団を創設してプロ参入を狙った現代グループは、その企みが既存KBO球団の反対で頓挫して、代案としてアマチュア球団のフェニックス球団を創設。1994、1995年のシーズンオフにプロの指名を受けた多くの大卒選手を既存のプロ球団よりも高い巨額の契約金で誘って入団させ、既存KBO球団を困らせた。フェニックス球団は名目上はアマチュアだったため、プロの指名を受けた選手たちが入団するに一切問題なかった。
後に、現代グループが太平洋ドルフィンズを買収してプロに参入した時、この選手たちを人質にして、入団時に結んだ契約を解除（現代フェニックスに入団する選手たちがチームを去ってプロに入ろうとしたら、入団時に受けた契約金の5倍の違約金を返すことになっていた。その額数があまりにも巨額だったため、どの球団も指名したフェニックス所属選手に手を出せなかった。）して元の指名した球団への入団を承諾する代わりに、これらの選手たちを指名した球団の主力クラスの選手たちを無償トレードの形で譲ってもらった。
現代フェニックスはアマチュアチームであり、太平洋ドルフィンズを受け継いだ現代ユニコーンズはプロの球団として、フェニックス所属選手に対する保有権がなかった。そのため、このような手を使って、実質的には交換トレードであったが、形式上では獲得選手は無償トレードで移籍、フェニックス所属選手はアマチュア出身の新人として指名球団に入団したことになる。ちなみに、この時、韓国プロ野球では1次ドラフト指名選手に対して、永久交渉権が与えられ、フェニックス所属の選手をユニコーンズに入団させる方法はなかった。

### ロッテ時代
文東煥も、この過程を経て、1996年シーズンオフ、ロッテ・ジャイアンツがトップバッターとして活躍していた田俊昊（チョン・ジュンホ）を現代ユニコーンズにトレードする条件で契約を解除してもらって、新入団選手として2学年下の孫敏漢（ソン・ミンハン）と共にロッテ・ジャイアンツに入団。
大学時代から1年後輩の林仙東（イム・ソンドン）、ライバルである高麗大学の趙成珉（チョ・ソンミン）、孫敏漢などとともに、韓国アマチュア代表チームの主軸として活躍。現代フェニックス在籍時はアマチュア選手として、1996年アトランタオリンピックに出場するなど、同時入団の孫敏漢と共に、ロッテの投手陣を牽引するエース候補として期待が高かった。
新人の時は期待外れの成績に終わったが、翌年から二桁勝利を挙げ、入団3年目の1999年は17勝でチームの韓国シリーズ進出に貢献。期待とおりの活躍を見せた。この年の日韓プロ野球スーパーゲームの第2戦では先発の大役を務めた。
しかし、2000年から故障に悩み出場が激減。あいにくも同時入団の孫敏漢は入団から3年間故障に悩んで、故障から回復してローテーションに定着した時は文東煥が故障で不振に陥り、ロッテ球団が描いていた両投手による安定した先発陣の構築は叶わないまま終わった。
故障は予想以外に長期化して、ついに2003年は1試合も登板できずに終わった。それで、ロッテは彼の回復に対する希望を捨てて、斗山ベアーズの鄭守根（チョン・スグン）がフリーエージェント宣言してロッテに移籍する時に、補償選手として斗山にトレードした。

### 斗山時代
斗山も彼を目当てだったのではなく、ハンファ・イーグルスの捕手・蔡相秉（チェ・サンビョン）を獲得するためのトレードカードとして彼を獲っただけで、文東煥は斗山のユニフォームを着ることのないまま三角トレードの形でハンファに再びトレードされる。斗山に在籍していたのはたった11日だった。

### ハンファ時代
しかし、彼を苦しめた故障がハンファで回復の気味を見せて、移籍1年目は4勝15敗と振るわなかったが、5年ぶりに120イニングを超えるなど登板機会が増えて、復活への自信を取り戻した。
その後、2005年から赴任した金寅植（キム・インシク）監督の下で、2005年10勝、2006年は16勝で見事に復活。彼を保護選手枠から漏らしていたロッテ球団の短見にファンの叱咤が相次ぐことになった。
2007年は再び故障に悩み、5勝止まりで終わっている。
さらに2008年は1軍登板が1試合もなく、2009年も2年連続で1軍登板の機会がないまま、シーズン途中の7月にウェーバー公示され退団となった。

### 引退後
その後浦項製鉄工業高校野球部の投手コーチとなり、指導者の道を歩むことになった。
2012年より古巣ハンファの投手コーチに就任したが同年限りで退任した。
2013年より斗山ベアーズのコーチに転任し2016年まで務めた。
2018年から仁倉高等学校野球部の投手コーチ、2019年から尚佑高等学校野球部の監督を務めた。
2025年よりロッテ・ジャイアンツの二軍ブルペンコーチとなりプロ野球の指導者に復帰した。

## 詳細情報

### 年度別投手成績
| 年 度     | 球 団     | 登 板 | 先 発 | 完 投 | 完 封 | 無 四 球 | 勝 利 | 敗 戦 | セ 丨 ブ | ホ 丨 ル ド | 勝 率 | 打 者 | 投 球 回 | 被 安 打 | 被 本 塁 打 | 与 四 球 | 敬 遠 | 与 死 球 | 奪 三 振 | 暴 投 | ボ 丨 ク | 失 点 | 自 責 点 | 防 御 率 | W H I P |
| --------- | --------- | ----- | ----- | ----- | ----- | -------- | ----- | ----- | -------- | ----------- | ----- | ----- | -------- | -------- | ----------- | -------- | ----- | -------- | -------- | ----- | -------- | ----- | -------- | -------- | ------- |
| 1997      | ロッテ    | 22    | 0     | 0     | 0     | 0        | 2     | 5     | 8        | 0           | .286  | 167   | 39.0     | 40       | 2           | 15       | 1     | 1        | 23       | 2     | 1        | 21    | 21       | 4.85     | 1.41    |
| 1998      | ロッテ    | 31    | 13    | 5     | 3     | 1        | 12    | 5     | 6        | 0           | .706  | 551   | 136.2    | 121      | 7           | 39       | 6     | 1        | 86       | 5     | 1        | 48    | 50       | 3.16     | 1.17    |
| 1999      | ロッテ    | 30    | 28    | 6     | 1     | 1        | 17    | 4     | 0        | 0           | .810  | 781   | 189.1    | 171      | 12          | 67       | 2     | 9        | 141      | 12    | 0        | 69    | 75       | 3.28     | 1.26    |
| 2000      | ロッテ    | 12    | 10    | 1     | 0     | 0        | 7     | 3     | 0        | 0           | .700  | 304   | 72.0     | 71       | 6           | 24       | 1     | 1        | 58       | 2     | 0        | 31    | 33       | 3.88     | 1.32    |
| 2001      | ロッテ    | 13    | 5     | 0     | 0     | 0        | 2     | 4     | 0        | 0           | .333  | 172   | 37.0     | 44       | 4           | 22       | 2     | 0        | 21       | 0     | 0        | 27    | 29       | 6.57     | 1.78    |
| 2002      | ロッテ    | 17    | 10    | 1     | 0     | 1        | 2     | 7     | 2        | 0           | .222  | 303   | 67.0     | 83       | 8           | 22       | 0     | 3        | 49       | 0     | 0        | 38    | 46       | 5.10     | 1.57    |
| 2004      | ハンファ  | 25    | 22    | 0     | 0     | 0        | 4     | 15    | 0        | 0           | .211  | 557   | 120.2    | 147      | 20          | 45       | 1     | 5        | 56       | 2     | 0        | 72    | 88       | 5.37     | 1.59    |
| 2005      | ハンファ  | 26    | 26    | 1     | 0     | 0        | 10    | 9     | 0        | 0           | .526  | 739   | 173.2    | 174      | 12          | 57       | 2     | 3        | 103      | 3     | 0        | 67    | 74       | 3.47     | 1.33    |
| 2006      | ハンファ  | 31    | 29    | 4     | 2     | 1        | 16    | 9     | 1        | 0           | .640  | 798   | 189.0    | 186      | 10          | 67       | 0     | 11       | 85       | 5     | 0        | 64    | 78       | 3.05     | 1.34    |
| 2007      | ハンファ  | 21    | 11    | 1     | 0     | 0        | 5     | 3     | 0        | 1           | .625  | 371   | 84.0     | 87       | 8           | 37       | 3     | 3        | 37       | 0     | 0        | 29    | 32       | 3.11     | 1.48    |
| KBO：10年 | KBO：10年 | 228   | 154   | 19    | 6     | 4        | 77    | 64    | 17       | 1           | .546  | 4743  | 1108.1   | 1124     | 89          | 395      | 18    | 37       | 659      | 31    | 2        | 466   | 526      | 3.78     | 1.37    |

- 太字はリーグ最高

### 背番号
- 75 （1997年、2011年 - 2012年）
- 29 （1998年 - 2003年）
- 16 （2004年 - 2009年）
- 71 （2013年 - 2016年）
- 82 （2025年 - ）